# 부아손 부파반

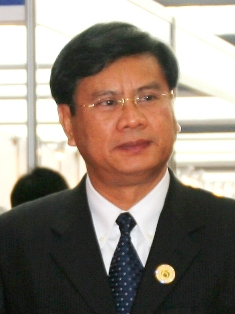

부아손 부파반(Bouasone Bouphavanh, 1954년 6월 3일~ )은 2006년 8월부터 2010년 12월까지 활동한 라오스의 정부수상이다. 그는 부주석이 된 분냥 보라치트의 자리를 이어받았다. 그 뒤 2010년 12월 23일 통싱 탐마봉에 정부수상 자리를 물려주었다.